# Đợt lạnh
Một đợt lạnh (hay còn gọi là đợt không khí lạnh, sóng lạnh) là một hiện tượng thời tiết có đặc trưng là không khí lạnh. Cụ thể là, như được sử dụng bởi Trung tâm thời tiết quốc gia Hoa Kỳ, một đợt sóng lạnh là một sự sụt giảm nhanh về nhiệt độ trong vòng 24 giờ, cần phải gia tăng sự che chở, bảo vệ đối với nông nghiệp, công nghiệp, thương mại và các hoạt động xã hội một cách cơ bản. Tiêu chuẩn chính xác của một làn sóng lạnh được xác định bởi tốc độ giảm xuống của nhiệt độ, và nhiệt độ tối thiểu nó giám xuống. Nhiệt độ tối thiểu này phụ thuộc vào khu vực địa lý và thời gian của năm.
Ở Hoa Kỳ, một đợt sóng lạnh được định nghĩa khi mà nhiệt độ cao trung bình của quốc gia giảm xuống dưới 20 °F (−7 °C).

## Ảnh hưởng
Sóng lạnh có thể gây tử vong và thương tích cho gia súc và động vật hoang dã. Việc tiếp xúc với lạnh đòi hỏi sự hấp thụ calo lớn cho tất cả các động vật, kể cả con người, và nếu một làn sóng lạnh đi kèm theo tuyết rơi dày và nhiều thì động vật ăn cỏ có thể không có khả năng kiếm thức ăn cần thiết và chết do bị hạ thân nhiệt hoặc chết đói, do đó thường đòi hỏi phải mua thức ăn cho vật nuôi với cái giá đáng kể đối với nông dân.
Sóng lạnh có mối liên hệ với gia tăng tỉ lệ tử vong đối với dân số trên toàn thế giới. Cả sóng lạnh và sóng nhiệt đều gây ra tử vong, mặc dù các nhóm người khác nhau có thể chịu được các hiện tượng thời tiết khác nhau. Ở các quốc gia đã phát triển, nhiều ca tử vong xảy ra do sóng nhiệt hơn là một đợt rét đột ngột, mặc dù tỉ lệ tử vong lại cao hơn ở các khu vực chưa phát triển trên thế giới. Trên toàn cầu, nhiều người chết do thời tiết lạnh hơn do thời tiết nóng, nguyên nhân do sự gia tăng của các bệnh như cảm lạnh, cúm và viêm phổi.